# Palmarès des championnats du monde juniors de patinage artistique
Les championnats du monde juniors de patinage artistique sont une compétition annuelle de patinage artistique sanctionnée par l'Union internationale de patinage dans laquelle des patineurs artistiques appartenant à une tranche d'âge désignée concourent pour le titre de champion du monde junior. 
Les lignes directrices de l'Union internationale de patinage pour l'admissibilité des juniors ont varié au fil des années. Actuellement[Quand ?], les patineurs doivent être âgés d'au moins 13 ans mais pas encore 19 ans avant le 1er juillet précédent, sauf pour les messieurs qui concourent en patinage en couple et en danse sur glace où l'âge maximum est de 21 ans.
Cet événement est l'un des quatre championnats annuels de patinage artistique de l'Union internationale de patinage et est considéré comme la compétition internationale la plus prestigieuse pour les juniors. Des médailles sont décernées dans quatre disciplines : simple messieurs, simple dames, couple artistique et danse sur glace.

## Histoire
Les premiers championnats du monde juniors ont eu lieu en mars 1976 à Megève en France. Ils étaient appelés à l'origine « Championnats ISU juniors de patinage artistique ». En 1977, les championnats se déroulent à nouveau sous le même nom au même endroit. En 1978, les championnats sont officiellement rebaptisés « Championnats du monde juniors de patinage artistique ».
De sa création jusqu'en 1980, les championnats du monde juniors ont lieu au printemps. En 1981, l'Union internationale de patinage choisit de déplacer les compétitions à l'automne de l'année civile précédente. En 2000, le calendrier revient à sa forme précédente et les championnats du monde juniors ont de nouveau lieu au printemps. 
L'édition 2021 est annulée  par l'Union internationale de patinage, en raison de la pandémie de Covid-19.

## Qualifications
Les patineurs se qualifient pour les championnats du monde juniors en appartenant à une nation membre de l'Union internationale de patinage. Par défaut, chaque pays a droit à une inscription dans chaque discipline. Le plus grand nombre d'entrées qu'un pays peut avoir dans une seule discipline est de trois. Les pays gagnent une deuxième ou une troisième participation pour la compétition de l'année suivante en gagnant des points grâce au placement des patineurs. Les points sont égaux à la somme des placements des patineurs du pays (les deux premiers s'ils en ont trois). Les inscriptions ne sont pas reportées et les pays doivent donc continuer à gagner leur deuxième ou troisième place chaque année. Si un pays n'a qu'un seul patineur ou couple, ce patineur ou  ce couple doit se classer parmi les dix premiers pour gagner une deuxième inscription et dans les deux premiers pour gagner trois inscriptions aux championnats de l'année suivante. Si un pays a deux patineurs ou deux couples, le classement combiné de ces équipes doit être de 13 ou moins pour qualifier 3 inscriptions, et de 28 ou moins pour conserver leurs deux inscriptions. S'ils ne le font pas, ils n'ont qu'une seule entrée pour l'année suivante.
Les patineurs de chaque pays qui participent aux championnats du monde juniors sont à la discrétion de l'instance dirigeante nationale. Certains pays s'appuient sur les résultats de leurs championnats nationaux tandis que d'autres ont des critères plus variés. Les sélections varient selon les pays.
Les patineurs doivent être âgés de plus de 13 ans et de moins de 19 ans (ou de moins de 21 ans pour les patineurs en couple et les danseurs sur glace masculins) au 1er juillet de l'année précédente. Par exemple, pour participer aux championnats du monde juniors de 2010, les patineurs devaient avoir au moins 13 ans et moins de 19 (ou 21 ans) au 1er juillet 2009.

## Vainqueurs par discipline
| Année | Lieu             | Messieurs                                                          | Dames                                                              | Couples                                                            | Danse sur glace                                                    |
| ----- | ---------------- | ------------------------------------------------------------------ | ------------------------------------------------------------------ | ------------------------------------------------------------------ | ------------------------------------------------------------------ |
| 1976  | Megève           | Mark Cockerell                                                     | Suzie Brasher                                                      | Sherri Baier / Robin Cowan                                         | Kathryn Winter / Nicholas Slater                                   |
| 1977  | Megève           | Daniel Béland                                                      | Carolyn Skoczen                                                    | Josée France / Paul Mills                                          | Wendy Sessions / Mark Reed                                         |
| 1978  | Megève           | Dennis Coi                                                         | Jill Sawyer                                                        | Barbara Underhill / Paul Martini                                   | Tatiana Durasova / Sergueï Ponomarenko                             |
| 1979  | Augsbourg        | Vitali Egorov                                                      | Elaine Zayak                                                       | Veronika Pershina / Marat Akbarov                                  | Tatiana Durasova / Sergueï Ponomarenko                             |
| 1980  | Megève           | Alexandre Fadeïev                                                  | Rosalynn Sumners                                                   | Larisa Seleznyova / Oleg Makarov                                   | Elena Batanova / Alexei Soloviev                                   |
| 1981  | London           | Paul Wylie                                                         | Tiffany Chin                                                       | Larisa Seleznyova / Oleg Makarov                                   | Elena Batanova / Alexei Soloviev                                   |
| 1982  | Oberstdorf       | Scott Williams                                                     | Janina Wirth                                                       | Marina Avstriskaia / Yuri Kvashnin                                 | Natalia Annenko / Vadim Karkachev                                  |
| 1983  | Sarajevo         | Christopher Bowman                                                 | Simone Koch                                                        | Marina Avstriskaia / Yuri Kvashnin                                 | Tatiana Gladkova / Igor Shpilband                                  |
| 1984  | Sapporo          | Viktor Petrenko                                                    | Karin Hendschke                                                    | Manuela Landgraf / Ingo Steuer                                     | Elena Krikanova / Ievgueni Platov                                  |
| 1985  | Colorado Springs | Erik Larson                                                        | Tatiana Andreeva                                                   | Ekaterina Gordeeva / Sergueï Grinkov                               | Elena Krikanova / Ievgueni Platov                                  |
| 1986  | Sarajevo         | Vladimir Petrenko                                                  | Natalia Gorbenko                                                   | Elena Leonova / Guennadi Krasnitski                                | Elena Krikanova / Ievgueni Platov                                  |
| 1987  | Kitchener        | Rudy Galindo                                                       | Cindy Bortz                                                        | Elena Leonova / Guennadi Krasnitski                                | Ilona Melnichenko / Gennadi Kaskov                                 |
| 1988  | Brisbane         | Todd Eldredge                                                      | Kristi Yamaguchi                                                   | Kristi Yamaguchi / Rudy Galindo                                    | Oksana Grichtchouk / Alexandr Chichkov                             |
| 1989  | Sarajevo         | Vyacheslav Zahorodnyuk                                             | Jessica Mills                                                      | Evgenia Chernisheva / Dmitri Sukhanov                              | Angelika Kirkmaier / Dmitri Lagutin                                |
| 1990  | Colorado Springs | Igor Pashkevich                                                    | Yuka Satō                                                          | Natalia Krestianinova / Alexei Torchinski                          | Marina Anissina / Ilia Averboukh                                   |
| 1991  | Budapest         | Vasili Eremenko                                                    | Surya Bonaly                                                       | Natalia Krestianinova / Alexei Torchinski                          | Aliki Stergiadu / Yuri Razguliaiev                                 |
| 1992  | Hull             | Dmytro Dmytrenko                                                   | Laëtitia Hubert                                                    | Natalia Krestianinova / Alexei Torchinski                          | Marina Anissina / Ilia Averboukh                                   |
| 1993  | Séoul            | Evgeni Pliuta                                                      | Kumiko Koiwai                                                      | Inga Korshunova / Dmitry Saveliev                                  | Ekaterina Svirina / Sergei Sakhnovski                              |
| 1994  | Colorado Springs | Michael Weiss                                                      | Michelle Kwan                                                      | Maria Petrova / Anton Sikharulidze                                 | Sylwia Nowak / Sebastien Kolansinki                                |
| 1995  | Budapest         | Ilia Kulik                                                         | Irina Sloutskaïa                                                   | Maria Petrova / Anton Sikharulidze                                 | Olga Sharurenko / Dmitri Naumkin                                   |
| 1996  | Brisbane         | Aleksey Yagudin                                                    | Elena Ivanova                                                      | Victoria Maxiuta / Vladislav Zhovnirski                            | Ekatarina Davydova / Roman Kostomarov                              |
| 1997  | Séoul            | Evgeni Plushenko                                                   | Sydne Vogel                                                        | Danielle Hartsell / Steve Hartsell                                 | Nina Oulanova / Mikhail Stifounin                                  |
| 1998  | Saint-Jean       | Derrick Delmore                                                    | Julia Soldatova                                                    | Julia Obertas / Dmitry Palamarchuk                                 | Jessica Joseph / Charles Butler Jr.                                |
| 1999  | Zagreb           | Ilia Klimkin                                                       | Daria Timoshenko                                                   | Julia Obertas / Dmitry Palamarchuk                                 | Jamie Silverstein / Justin Pekarek                                 |
| 2000  | Oberstdorf       | Stefan Lindemann                                                   | Jennifer Kirk                                                      | Aljona Savchenko / Stanislav Morozov                               | Natalia Romaniuta / Danil Barantsev                                |
| 2001  | Sofia            | Johnny Weir                                                        | Kristina Oblasova                                                  | Dan Zhang / Hao Zhang                                              | Natalia Romaniuta / Danil Barantsev                                |
| 2002  | Hamar            | Daisuke Takahashi                                                  | Ann Patrice McDonough                                              | Elena Riabchuk / Stanislav Zakarov                                 | Tanith Belbin / Benjamin Agosto                                    |
| 2003  | Ostrava          | Alexander Shubin                                                   | Yukina Ota                                                         | Dan Zhang / Hao Zhang                                              | Oksana Domnina / Maksim Chabaline                                  |
| 2004  | La Haye          | Andrei Graziev                                                     | Miki Ando                                                          | Natalia Shestakova / Pavel Lebedev                                 | Elena Romanovskaya / Alexander Grachev                             |
| 2005  | Kitchener        | Nobunari Oda                                                       | Mao Asada                                                          | Maria Mukhortova / Maksim Trankov                                  | Morgan Matthews / Maksim Zavozin                                   |
| 2006  | Ljubljana        | Takahiko Kozuka                                                    | Kim Yuna                                                           | Julia Vlassov / Drew Meekins                                       | Tessa Virtue / Scott Moir                                          |
| 2007  | Oberstdorf       | Stephen Carriere                                                   | Caroline Zhang                                                     | Keauna McLaughlin / Rockne Brubaker                                | Ekaterina Bobrova / Dmitri Soloviev                                |
| 2008  | Sofia            | Adam Rippon                                                        | Rachael Flatt                                                      | Ksenia Krasilnikova / Konstantin Bezmaternikh                      | Emily Samuelson / Evan Bates                                       |
| 2009  | Sofia            | Adam Rippon                                                        | Alena Leonova                                                      | Lubov Iliushechkina / Nodari Maisuradze                            | Madison Chock / Greg Zuerlein                                      |
| 2010  | La Haye          | Yuzuru Hanyu                                                       | Kanako Murakami                                                    | Wenjing Sui / Cong Han                                             | Elena Ilinykh / Nikita Katsalapov                                  |
| 2011  | Gangneung        | Andrei Rogozine                                                    | Adelina Sotnikova                                                  | Wenjing Sui / Cong Han                                             | Ksenia Monko / Kirill Khaliavin                                    |
| 2012  | Minsk            | Yan Han                                                            | Ioulia Lipnitskaïa                                                 | Wenjing Sui / Cong Han                                             | Victoria Sinitsina / Ruslan Zhiganshin                             |
| 2013  | Milan            | Joshua Farris                                                      | Elena Radionova                                                    | Aleksandra Stepanova / Ivan Bukin                                  | Haven Denney / Brandon Frazier                                     |
| 2014  | Sofia            | Nam Nguyen                                                         | Elena Radionova                                                    | Yu Xiaoyu / Jin Yang                                               | Kaitlin Hawayek / Jean-Luc Baker                                   |
| 2015  | Tallinn          | Shoma Uno                                                          | Ievguenia Medvedeva                                                | Yu Xiaoyu / Jin Yang                                               | Anna Yanovskaya / Sergei Mozgov                                    |
| 2016  | Debrecen         | Daniel Samohin                                                     | Marin Honda                                                        | Lorraine McNamara / Quinn Carpenter                                | Anna Dušková / Martin Bidař                                        |
| 2017  | Taipei           | Vincent Zhou                                                       | Alina Zagitova                                                     | Rachel Parsons / Michael Parsons                                   | Ekaterina Alexandrovskaïa / Harley Windsor                         |
| 2018  | Sofia            | Alexey Erokhov                                                     | Alexandra Troussova                                                | Anastasia Skoptsova / Kirill Aleshin                               | Daria Pavliuchenko / Denis Khodykin                                |
| 2019  | Zagreb           | Tomoki Hiwatashi                                                   | Alexandra Troussova                                                | Anastasia Mishina / Aleksandr Galliamov                            | Marjorie Lajoie / Zachary Lagha                                    |
| 2020  | Tallinn          | Andrei Mozalev                                                     | Kamila Valieva                                                     | Apollinariia Panfilova / Dmitry Rylov                              | Avonley Nguyen / Vadym Kolesnik                                    |
| 2021  | Harbin           | Annulation des championnats à la suite de la pandémie de Covid-19. | Annulation des championnats à la suite de la pandémie de Covid-19. | Annulation des championnats à la suite de la pandémie de Covid-19. | Annulation des championnats à la suite de la pandémie de Covid-19. |
| 2022  | Tallinn          | Ilia Malinin                                                       | Isabeau Levito                                                     | Karina Safina / Luka Berulava                                      | Nadiia Bashynska / Peter Beaumont                                  |
| 2023  | Calgary          | Kao Miura                                                          | Mao Shimada                                                        | Sophia Baram / Daniel Tioumentsev                                  | Kateřina Mrázková / Daniel Mrázek                                  |
| 2024  | Taipei           | Seo Min-kyu                                                        | Mao Shimada                                                        | Anastasiia Metelkina / Luka Berulava                               | Leah Neset / Artem Markelov                                        |
| 2025  | Debrecen         | Rio Nakata                                                         | Mao Shimada                                                        | Anastasiia Metelkina / Luka Berulava                               | Noemi Maria Tali / Noah Lafornara                                  |
| 2026  | Tallinn          |                                                                    |                                                                    |                                                                    |                                                                    |
| 2027  | Sofia            |                                                                    |                                                                    |                                                                    |                                                                    |

## Tableaux des médailles
Tableaux mis à jour après les championnats du monde juniors 2022

### Messieurs
| Rang  | Nation           | Or | Argent | Bronze | Total |
| ----- | ---------------- | -- | ------ | ------ | ----- |
| 1     | États-Unis       | 17 | 12     | 13     | 42    |
| 2     | Union soviétique | 8  | 8      | 4      | 20    |
| 3     | Russie           | 8  | 7      | 8      | 23    |
| 4     | Japon            | 6  | 5      | 6      | 17    |
| 5     | Canada           | 4  | 3      | 1      | 8     |
| 6     | Chine            | 1  | 2      | 4      | 7     |
| 7     | Allemagne        | 1  | 0      | 3      | 4     |
| 8     | Israël           | 1  | 0      | 0      | 1     |
| 8     | Ukraine          | 1  | 0      | 0      | 1     |
| 10    | France           | 0  | 5      | 4      | 9     |
| 11    | Suisse           | 0  | 1      | 1      | 2     |
| 12    | Belgique         | 0  | 1      | 0      | 1     |
| 12    | Royaume-Uni      | 0  | 1      | 0      | 1     |
| 12    | Kazakhstan       | 0  | 1      | 0      | 1     |
| 12    | Tchéquie         | 0  | 1      | 0      | 1     |
| 16    | Italie           | 0  | 0      | 2      | 2     |
| 17    | Suède            | 0  | 0      | 1      | 1     |
| Total | Total            | 47 | 47     | 47     | 141   |

### Dames
| Rang  | Nation           | Or | Argent | Bronze | Total |
| ----- | ---------------- | -- | ------ | ------ | ----- |
| 1     | Russie           | 15 | 12     | 9      | 36    |
| 2     | États-Unis       | 15 | 12     | 11     | 38    |
| 3     | Japon            | 8  | 6      | 9      | 23    |
| 4     | Allemagne        | 3  | 8      | 4      | 15    |
| 5     | Union soviétique | 2  | 2      | 2      | 6     |
| 6     | France           | 2  | 1      | 0      | 3     |
| 7     | Corée du Sud     | 1  | 3      | 0      | 4     |
| 8     | Canada           | 1  | 1      | 3      | 5     |
| 9     | Autriche         | 0  | 1      | 1      | 2     |
| 9     | Hongrie          | 0  | 1      | 1      | 2     |
| 11    | Chine            | 0  | 0      | 2      | 2     |
| 11    | Suisse           | 0  | 0      | 2      | 2     |
| 13    | Finlande         | 0  | 0      | 1      | 1     |
| 13    | Italie           | 0  | 0      | 1      | 1     |
| 13    | Royaume-Uni      | 0  | 0      | 1      | 1     |
| Total | Total            | 47 | 47     | 47     | 141   |

### Couples
| Rang  | Nation           | Or | Argent | Bronze | Total |
| ----- | ---------------- | -- | ------ | ------ | ----- |
| 1     | Russie           | 12 | 14     | 17     | 43    |
| 2     | Union soviétique | 12 | 9      | 8      | 29    |
| 3     | Chine            | 7  | 2      | 3      | 12    |
| 4     | États-Unis       | 5  | 5      | 7      | 17    |
| 5     | Canada           | 4  | 7      | 4      | 15    |
| 6     | Ukraine          | 3  | 2      | 3      | 8     |
| 7     | Allemagne        | 1  | 2      | 1      | 4     |
| 7     | Australie        | 1  | 2      | 1      | 4     |
| 9     | Tchéquie         | 1  | 1      | 0      | 2     |
| 10    | Géorgie          | 1  | 0      | 0      | 1     |
| 11    | Japon            | 0  | 2      | 1      | 3     |
| 12    | Afrique du Sud   | 0  | 1      | 0      | 1     |
| 13    | France           | 0  | 0      | 1      | 1     |
| Total | Total            | 47 | 47     | 46     | 140   |

### Danse sur glace
| Rang  | Nation           | Or | Argent | Bronze | Total |
| ----- | ---------------- | -- | ------ | ------ | ----- |
| 1     | Union soviétique | 15 | 11     | 3      | 29    |
| 2     | Russie           | 15 | 9      | 13     | 37    |
| 3     | États-Unis       | 11 | 7      | 10     | 28    |
| 4     | Canada           | 2  | 5      | 11     | 18    |
| 5     | Royaume-Uni      | 2  | 2      | 0      | 4     |
| 6     | Pologne          | 1  | 1      | 2      | 4     |
| 7     | Tchéquie         | 1  | 0      | 0      | 1     |
| 8     | France           | 0  | 4      | 6      | 10    |
| 9     | Hongrie          | 0  | 3      | 0      | 3     |
| 10    | Italie           | 0  | 2      | 0      | 2     |
| 11    | Corée du Sud     | 0  | 1      | 0      | 1     |
| 11    | Estonie          | 0  | 1      | 0      | 1     |
| 11    | Géorgie          | 0  | 1      | 0      | 1     |
| 14    | Ukraine          | 0  | 0      | 2      | 2     |
| Total | Total            | 47 | 47     | 47     | 141   |